# 広瀬川サイクリングロード
広瀬川サイクリングロード（ひろせがわサイクリングロード）とは、群馬県伊勢崎市宮子町と同市若葉町とを結ぶサイクリングロードである。主に広瀬川の堤防上を走る。許可を受けた車両を除き、自動車の通行は原則として禁止されている。歩行者の通行は可能。

## 概要
起点
群馬県伊勢崎市宮子町（伊勢崎オートレース場北側付近）
終点
群馬県伊勢崎市若葉町（群馬県道2号前橋館林線新開橋付近）
総延長
4.4km
管理
伊勢崎市

## 交差する主な道路
- 北部環状線
- 群馬県道2号前橋館林線

## 沿線の休憩施設
龍宮休憩所（伊勢崎市宮子町）
トイレ、駐輪場、ベンチ、案内板を設置。
まちかどステーション広瀬（伊勢崎市若葉町）
トイレ、駐輪場、冷暖房完備休憩室、自動販売機、公園を併設。

## 沿線の観光名所・施設
- 伊勢崎オートレース場
- 竜宮神社（浦島太郎伝説が残る神社）
- 西部公園

## 接続する自転車専用道路
- 桃ノ木川サイクリングロード - 広瀬川サイクリングロード - 高崎伊勢崎自転車道線